# Judo-Weltmeisterschaften 2003
Die Judo-Weltmeisterschaften 2003 fanden vom 11. September bis 14. September 2003 in Osaka, Japan, statt.

## Ergebnisse

### Männer
| Gewichtsklasse | Gold             | Silber               | Bronze              |
| -------------- | ---------------- | -------------------- | ------------------- |
| - 60 kg        | Choi Min-ho      | Craig Fallon         | Tadahiro Nomura     |
| - 60 kg        | Choi Min-ho      | Craig Fallon         | Anis Lounifi        |
| - 66 kg        | Ārash Miresmāeli | Larbi Benboudaoud    | Yordanis Arencibia  |
| - 66 kg        | Ārash Miresmāeli | Larbi Benboudaoud    | Magomed Dschafarow  |
| - 73 kg        | Lee Won-hee      | Daniel Fernandes     | Witali Makarow      |
| - 73 kg        | Lee Won-hee      | Daniel Fernandes     | João Neto           |
| - 81 kg        | Florian Wanner   | Sergei Aschwanden    | Aleksei Budõlin     |
| - 81 kg        | Florian Wanner   | Sergei Aschwanden    | Robert Krawczyk     |
| - 90 kg        | Hwang Hee-tae    | Surab Swiadauri      | Sjarhej Kucharenka  |
| - 90 kg        | Hwang Hee-tae    | Surab Swiadauri      | Carlos Honorato     |
| - 100 kg       | Kōsei Inoue      | Ghislain Lemaire     | Mario Sabino Junior |
| - 100 kg       | Kōsei Inoue      | Ghislain Lemaire     | Ihar Makarau        |
| + 100 kg       | Yasuyuki Muneta  | Dennis van der Geest | Tamerlan Tmenow     |
| + 100 kg       | Yasuyuki Muneta  | Dennis van der Geest | Jewhen Sotnykow     |
| Offene Klasse  | Keiji Suzuki     | Indrek Pertelson     | Abdullo Tangriyev   |
| Offene Klasse  | Keiji Suzuki     | Indrek Pertelson     | Movlud Miraliyev    |

### Frauen
| Gewichtsklasse | Gold             | Silber              | Bronze              |
| -------------- | ---------------- | ------------------- | ------------------- |
| - 48 kg        | Ryōko Tani       | Frédérique Jossinet | Neşe Şensoy Yıldız  |
| - 48 kg        | Ryōko Tani       | Frédérique Jossinet | Danieska Carrión    |
| - 52 kg        | Amarilis Savón   | Annabelle Euranie   | Raffaella Imbriani  |
| - 52 kg        | Amarilis Savón   | Annabelle Euranie   | Yuki Yokosawa       |
| - 57 kg        | Kye Sun-hui      | Yvonne Bönisch      | Yurisleidy Lupetey  |
| - 57 kg        | Kye Sun-hui      | Yvonne Bönisch      | Deborah Gravenstijn |
| - 63 kg        | Daniela Krukower | Driulis González    | Anna von Harnier    |
| - 63 kg        | Daniela Krukower | Driulis González    | Ylenia Scapin       |
| - 70 kg        | Masae Ueno       | Regla Leyén         | Edith Bosch         |
| - 70 kg        | Masae Ueno       | Regla Leyén         | Annett Böhm         |
| - 78 kg        | Noriko Anno      | Yurisel Laborde     | Edinanci Silva      |
| - 78 kg        | Noriko Anno      | Yurisel Laborde     | Esther San Miguel   |
| + 78 kg        | Sun Fuming       | Maki Tsukada        | Tea Dongusaschwili  |
| + 78 kg        | Sun Fuming       | Maki Tsukada        | Karina Bryant       |
| Offene Klasse  | Tong Wen         | Karina Bryant       | Mara Kovačević      |
| Offene Klasse  | Tong Wen         | Karina Bryant       | Daima Beltrán       |

## Medaillenspiegel
| Rang      | Land                   | Gold | Silber | Bronze | Gesamt |
| --------- | ---------------------- | ---- | ------ | ------ | ------ |
| 1         | Japan                  | 6    | 1      | 2      | 9      |
| 2         | Südkorea               | 3    | 0      | 0      | 3      |
| 3         | Volksrepublik China    | 2    | 0      | 0      | 0      |
| 4         | Kuba                   | 1    | 3      | 4      | 8      |
| 5         | Deutschland            | 1    | 1      | 3      | 5      |
| 6         | Argentinien            | 1    | 0      | 0      | 1      |
| 6         | Iran                   | 1    | 0      | 0      | 1      |
| 6         | Nordkorea              | 1    | 0      | 0      | 1      |
| 9         | Frankreich             | 0    | 5      | 0      | 5      |
| 10        | Vereinigtes Königreich | 0    | 2      | 1      | 3      |
| 11        | Niederlande            | 0    | 1      | 2      | 3      |
| 12        | Estland                | 0    | 1      | 1      | 2      |
| 13        | Georgien               | 0    | 1      | 0      | 1      |
| 13        | Schweiz                | 0    | 1      | 0      | 1      |
| 15        | Russland               | 0    | 0      | 4      | 4      |
| 16        | Brasilien              | 0    | 0      | 3      | 3      |
| 17        | Belarus                | 0    | 0      | 2      | 2      |
| 18        | Aserbaidschan          | 0    | 0      | 1      | 1      |
| 18        | Italien                | 0    | 0      | 1      | 1      |
| 18        | Polen                  | 0    | 0      | 1      | 1      |
| 18        | Portugal               | 0    | 0      | 1      | 1      |
| 18        | Serbien und Montenegro | 0    | 0      | 1      | 1      |
| 18        | Spanien                | 0    | 0      | 1      | 1      |
| 18        | Tunesien               | 0    | 0      | 1      | 1      |
| 18        | Türkei                 | 0    | 0      | 1      | 1      |
| 18        | Ukraine                | 0    | 0      | 1      | 1      |
| 18        | Usbekistan             | 0    | 0      | 1      | 1      |
| Insgesamt | Insgesamt              | 16   | 16     | 32     | 64     |